# 119 Kiyoshiro Imawano Soundtrack
『119 Kiyoshiro Imawano Soundtrack』（119　キヨシロー・イマワノ・サウンドトラック）は、忌野清志郎が音楽監督、加奈崎芳太郎が音楽助監督を務めた映画『119』のサウンドトラック・アルバム。

## 解説
竹中直人監督の映画『119』の音楽を忌野清志郎と加奈崎芳太郎に依頼。二人の初の映画音楽はインスト曲を持ち寄る事にしたが、忌野は歌詞つきの曲を持ってきた。
加奈崎のインスト曲と、忌野の「満月の夜」の変奏曲、忌野作「きみの港(肥沃な▼デルタ)」の映画出演者による歌唱などで構成されている。
レコーディング・メンバーはMOJO CLUBの三宅伸治と杉山章二丸、元ヒルビリー・バップスの川上剛をメインに、大田恵資のヴァイオリン等が加えられている。
CDのカバーはタイトル文字のみのシンプルなものだが、初版販売分は映画のスチール写真が使われた大判の帯に覆われていた。
このサウンドトラックは、日本アカデミー賞最優秀音楽賞を受賞した。尚、その賞金30万円は忌野の書籍「生卵」のスタッフに渡された。

## 収録曲
1. 防波堤の情景　（作曲－忌野清志郎）
2. 炎のバーン・バーン　（作詞・作曲－忌野清志郎）
3. ハラリでダ・ダ・ダ　（作曲－加奈崎芳太郎）
4. 夢見るシーサイド・ラン　（作曲－忌野清志郎）
5. きみの港(肥沃な▼デルタ)　（作詞・作曲－忌野清志郎）
6. 恋する曖昧　（作曲－加奈崎芳太郎）
7. きみの港(肥沃な▼デルタ)パート2　（作詞・作曲－忌野清志郎）
8. 月夜の散歩道　（作曲－忌野清志郎）
9. 炎のモンキー・チェイス　（作詞・作曲－忌野清志郎）
10. 満月の夜　（作詞・作曲－忌野清志郎）
11. 119　－悲しき消防士－ 　（作曲－加奈崎芳太郎）